# Antônio Barros
Antônio Barros Silva (Queimadas, 11 de março de 1930 – João Pessoa, 6 de abril de 2025) foi um cantor, compositor e poeta de música popular brasileira.

## Biografia
Nasceu em 11 de março de 1930 na pequena cidade de Queimadas na Paraíba, na época distrito de Campina Grande. Filho de Severino Barros da Silva e Luiza Rodrigues da Silva, estudou no Grupo Escolar José Tavares e a maior parte de sua infância foi vivenciada na zona rural. Quando sobrava tempo para brincar, costumava pegar uma lata vazia de 20 litros, colocava a cabeça dentro, batia do lado de fora com as duas mãos, fazendo ritmo, enquanto cantava para ouvir sua própria voz com efeito reverberado.
Aos dezenove anos de idade foi trabalhar como músico tocando pandeiro na Rádio Caturité, em Campina Grande. Aos vinte anos, mais ou menos, foi para Recife e na Rádio Tamandaré deu continuidade ao seu trabalho como músico pandeirista. Foi nessa mesma época que escreveu sua primeira música e conheceu Jackson do Pandeiro, de quem se tornou um grande amigo, apoiando-o na vida profissional.
A partir daí começou a gravar suas primeiras canções profissionalmente com Jackson do Pandeiro, Genival Lacerda e Zito Borborema. Logo depois foi para o Rio de Janeiro e desenvolveu ainda mais seu ambiente no meio musical, onde passou a gravar também com Luiz Gonzaga, Marinês, Trio Nordestino e tantos outros.
Com a esposa Mary Maciel Ribeiro, a "Cecéu", formou a dupla Antônio Barros e Cecéu.

## Dupla Antônio Barros e Cecéu
Antônio Barros e Cecéu se encontraram em 1971 e desde então formaram uma parceria no trabalho musical e no amor. Passaram a compor juntos e se tornaram um casal de sucesso. São mais de setecentas obras gravadas por vários intérpretes brasileiros, tais como: Ney Matogrosso, Elba Ramalho, Dominguinhos, Gilberto Gil, Alcione, Ivete Sangalo, Fagner, Gal Costa, MPB-4, Jackson do Pandeiro, Luiz Gonzaga e Marinês. 
Algumas de suas músicas mais famosas são: "Homem Com H", "Por Debaixo dos Panos", "Bate Coração", "Procurando Tu", "Casamento da Maria", "Sou o Estopim", "Amor com Café", "Forró do Poeirão", "Você Ganhou de Mim", "Forró do Xenhenhém", "Óia Eu Aqui de Novo", entre outras.
A dupla continuou em atividade gravando e apresentando shows até a data de sua morte.

## Morte
Antônio morreu no dia 6 de abril de 2025, em João Pessoa, após dois meses internado por mal de Parkinson.

## Discografia

### LPs/CDs
- Vontade de Amar / Balanço do Mar
- Antônio Barros, autor e intérprete, 1971
- Pra Você Bom Dia, 1972
- Tony e Mary, 1976
- O Maior Forró do Mundo, 1978
- Canta os seus Sucessos, 1980
- Canta seus Sucessos Vol 2, 1981
- Uma dupla de Sucesso, 1991
- Forró, Poeira e Suor, 1992
- Amor e Paixão, 1993
- Grandes Compositores, 1995 (Coletânea)
- Como é que a gente faz, 1997
- A força do Forró, 1998
- Forró número um, 1999
- Um verso com música já pode voar, 2012

### Compactos
- Cafonália / Zé da Lapa, 1971
- Já faz Tempo que não lhe Vejo / Casamento de Compadre, 1971
- Pra lá e pra cá / Nosso Amor foi uma Aposta, 1971
- Homem com H, 1980

### 78 RPMs
- Xote do Bebo / Por Ninguém Me Querer, 1959
- Quadrilha do Manuel / Xote da Galinha, 1960
- História de um Pistoleiro / Homenagem a Zé Dantas, 1961